# Josef Motzfeldt
Josef ’Tuusi’ Motzfeldt (født 24. november 1941 i bygden Igaliku i Narsaq Lokalområde i Kujalleq Kommune i det sydlige Grønland) er en grønlandsk politiker.
Hans børn er Maja Motzfeldt-Haahr, Nina Motzfeldt Jensen, Nukâka Coster-Waldau, som er gift med Nikolaj Coster-Waldau, Peter Motzfeldt

## Erhvervsmæssig karriere
Motzfeldt er uddannet lærer fra Hjørring Seminarium (1969).
Han har været viceskole- og skoleinspektør på Uummannaq Skole (1972-84), informationschef i selskabet KNI (tidligere Den Kongelige Grønlandske Handel) (1988-91) og leder af Fåreholderskolen Upernaviarsuk, 1995-97

## Politisk karriere
Formand for partiet Inuit Ataqatigiit 1994-2007. Medlem af kommunalbestyrelsen i Nuuk Kommune for Inuit Ataqatigiit (IA) (1989-93), delegeret for ICC Greenland til Inuit Circumpolar Conference (ICC) (1989-92). Medlem af Landstinget for Inuit Ataqatigiit (1987-2013), Landsstyremedlem (minister) for Handel, Trafik og Erhvervsuddannelser (1984-88), Landsstyremedlem for Handel, Trafik og Ungdomsforhold, (1987-marts 88), Landsstyremedlem for Økonomi  (marts 1999-december 2001), medlem af Nordisk Råd (2001-2003), Medlem af Vestnordisk Råds delegation (1985 - 88, 1991 - 99, 2007 – 2009, 2009 - 2013), Formand for Vestnordisk Råd 2009 august (2010 august, august 2012 – marts 2013), Landsstyremedlem for Finanser (december 2002-januar 2003), Landsstyremedlem for Finanser og Udenrigsanliggender og Nordisk Samarbejde (september 2003-maj 2007). Formand for Inatsisartut (2009 juni – marts 2013)

## Tillidshverv
Medlem af bestyrelsen for Nunafonden (1984-03), formand for bestyrelsen (2003-05) og menigt medlem igen fra 2005, formand for bestyrelsen Royal Greenland A/S (1991-95), formand for bestyrelsen for South Greenland Tourism A/S (1996-98), medlem af bestyrelsen for Great Greenland A/S (1996-99), medlem af bestyrelsen for Royal Greenland A/S (2001-02), medlem af bestyrelsen for Komiteen for oprettelse af Vidensformidlingscenter Igaliku (2001-), protektor for Greenland Adventure Race, (2000-), bestyrelsesformand for Nunafonden(2003-2005) formand for Præsidiet for Grønlands Kunstmuseum (2005-2007), formand for bestyrelsen for Grønlands Nationalgalleri for Kunst (2009-).

## Frembragte værker
Instruktør assistent ved filmen ”Tukuma” 1983 Uummannaq

## Ordener og titler
Grønlands Fortjenstmedalje Nersornaat i guld den 17. august 2013.
Grønlands Fortjenstmedalje Nersornaat i sølv den 4. juni 1997.